# Лапперсдорф
Лапперсдорф (нім. Lappersdorf) — громада в Німеччині, розташована в землі Баварія. Підпорядковується адміністративному округу Верхній Пфальц. Входить до складу району Регенсбург.
Площа — 31,66 км2. Населення становить 13 288 ос. (станом на 31 грудня 2020).